# ブルーリッジ山脈
ブルーリッジ山脈（ブルーリッジさんみゃく、Blue Ridge Mountains）は、アメリカ合衆国東部をジョージア州からペンシルベニア州にかけて走る山脈。アパラチア山脈の一部で、その南東側の端部にあたる。ブルーリッジ山脈という名は、遠方から見た時に青くかすみがかかって見えることから名づけられた。

## 概要
アメリカ合衆国東部のジョージア州から、北東方向にノースカロライナ州、テネシー州、バージニア州、メリーランド州を経て、ペンシルベニア州に至る山脈である。最高地点は、アパラチア山脈の最高地点でもあるミッチェル山（標高2,037m、ノースカロライナ州）。
ブルーリッジ山脈には、グレート・スモーキー山脈国立公園のあるグレート・スモーキー山脈等が含まれる。ブルーリッジ山脈の西側は、リッジ・アンド・バレー地方（Ridge-and-valley Appalachians）や、シェナンドー渓谷のあるグレート・バレー（Great Appalachian Valley）を介してアパラチアン山脈の本体に連なる。
アメリカ合衆国のオールアメリカンロードのひとつであるブルーリッジ・パークウェイが、ブルーリッジ山脈をぬってシェナンドー国立公園とグレート・スモーキー山脈国立公園を結んでいる。
ジョン・デンバーが歌った『故郷へかえりたい』Take Me Home, Country Roadsの冒頭では、ウエストバージニア州の風景のひとつとしてブルーリッジ山脈が挙げられているが、実際にはブルーリッジ山脈はウエストバージニア州にはかかっていない。

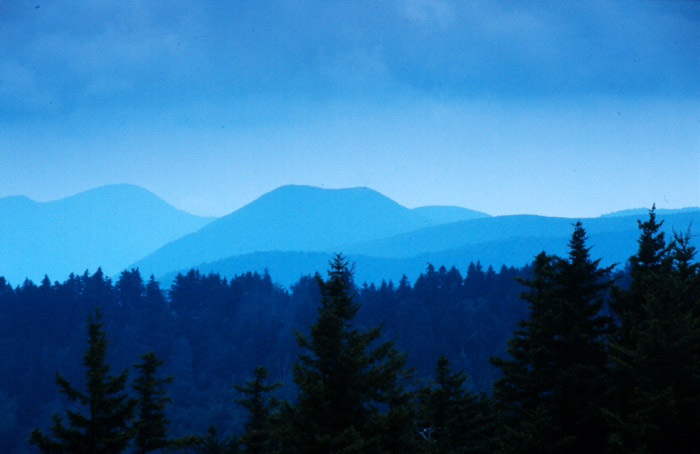
ブルーリッジ山脈（ノースカロライナ州）
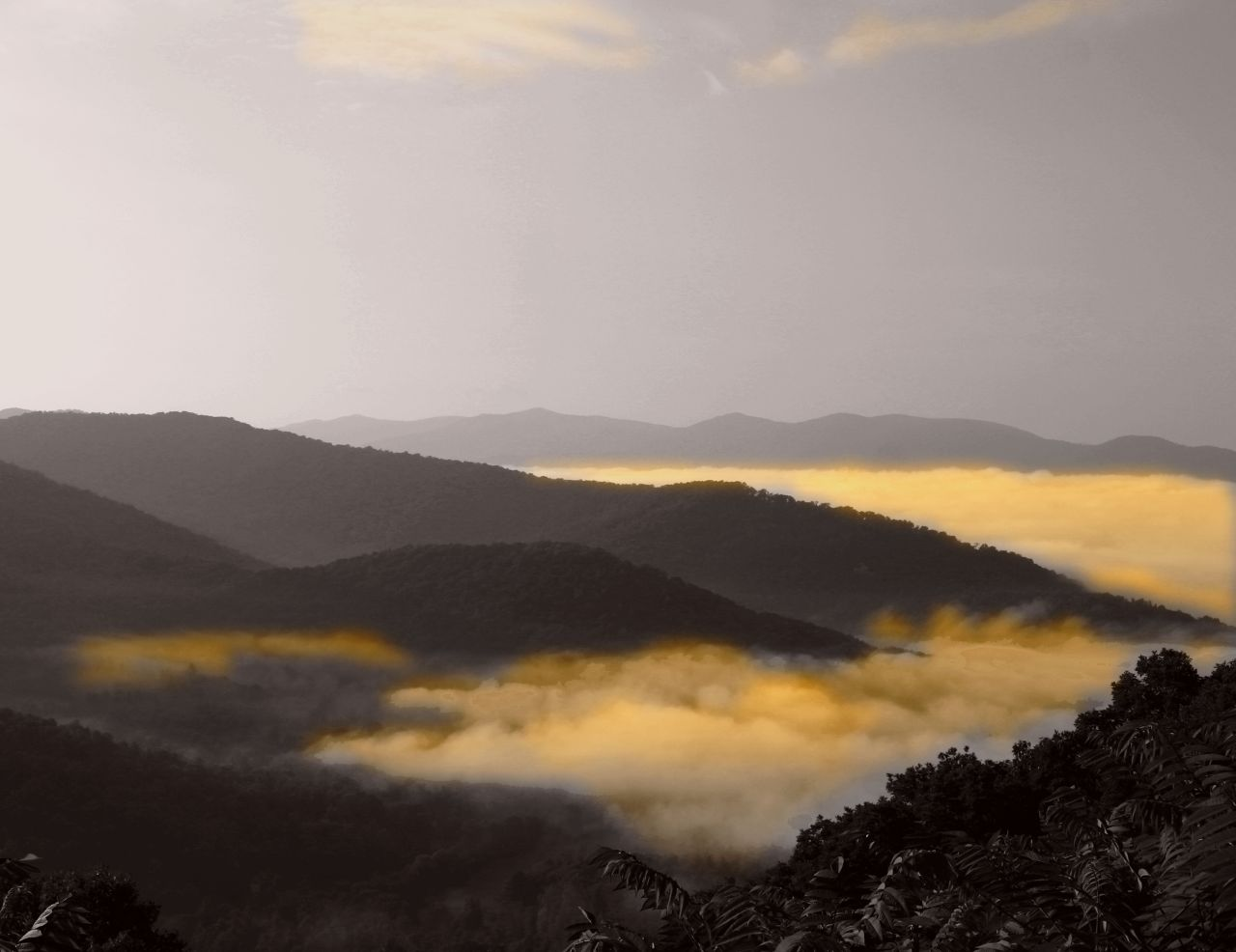
ブルーリッジ山脈（ノースカロライナ州）
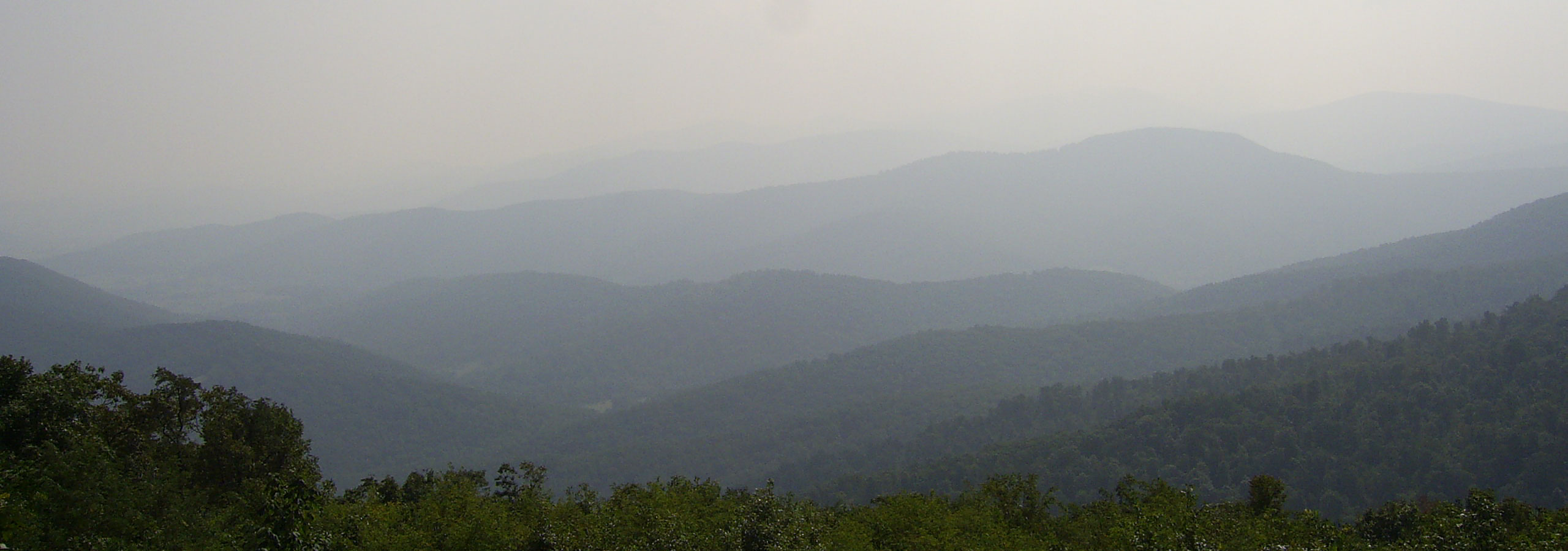
ブルーリッジ山脈（ノースカロライナ州）